# Strzelewo (województwo kujawsko-pomorskie)
Strzelewo (niem. Strelau, Strehlau) – wieś w Polsce, położona w województwie kujawsko-pomorskim, w powiecie bydgoskim, w gminie Sicienko.

## Podział administracyjny
| SIMC    | Nazwa   | Rodzaj |
| ------- | ------- | ------ |
| 0092545 | Anielin | osada  |

W latach 1975–1998 miejscowość położona była w województwie bydgoskim.

## Demografia
Według Narodowego Spisu Powszechnego (III 2011 r.) miejscowość liczyła 600 mieszkańców. Jest szóstą co do wielkości miejscowością gminy Sicienko.

## Infrastruktura i oświata
We wsi znajduje się oczyszczalnia ścieków i szkoła podstawowa.

## Pomniki przyrody
W parku dworskim rosną drzewa (8) uznane za pomniki przyrody:
- buk zwyczajny odmiany czerwonej o obwodzie przy powołaniu 388 cm[7]
- lipa drobnolistna o obwodzie przy powołaniu 360[8]
- dąb szypułkowy o obwodzie przy powołaniu 350[8]
- 2 jesiony wyniosłe o obwodzie przy powołaniu 320 i 293[8]
- robinia biała o obwodzie przy powołaniu 281[8]
- modrzew europejski o obwodzie przy powołaniu 260[8]
- sosna czarna o obwodzie przy powołaniu 248[8]